# كاليازين
كاليازين (بالروسية: Калязин) هي إحدى مدن روسيا في الكيان الفدرالي الروسي تفير أوبلاست.